# Рамнець
Рамнець (Раменці) — річка в Україні, в межах Заставнівського району Чернівецької області. Ліва притока Онуту (басейн Дністра). 

## Опис
Довжина 16 км, площа водозбірного басейну 62,7 км². Долина переважно глибока і вузька. Річище слабозвивисте. Заплава місцями однобічна. Споруджено кілька ставків. 

## Розташування
Рамнець бере початок на південь від села Горошівці, на північно-східних схилах гори Берди. Тече в межах Хотинської височини переважно на північний схід. Впадає до Онуту на північний захід від села Ржавинці. 
Верхів'я річки розташовані в лісовому масиві, що в межах Чернівецького регіонального ландшафтного парку.